# Emswehr Hanekenfähr

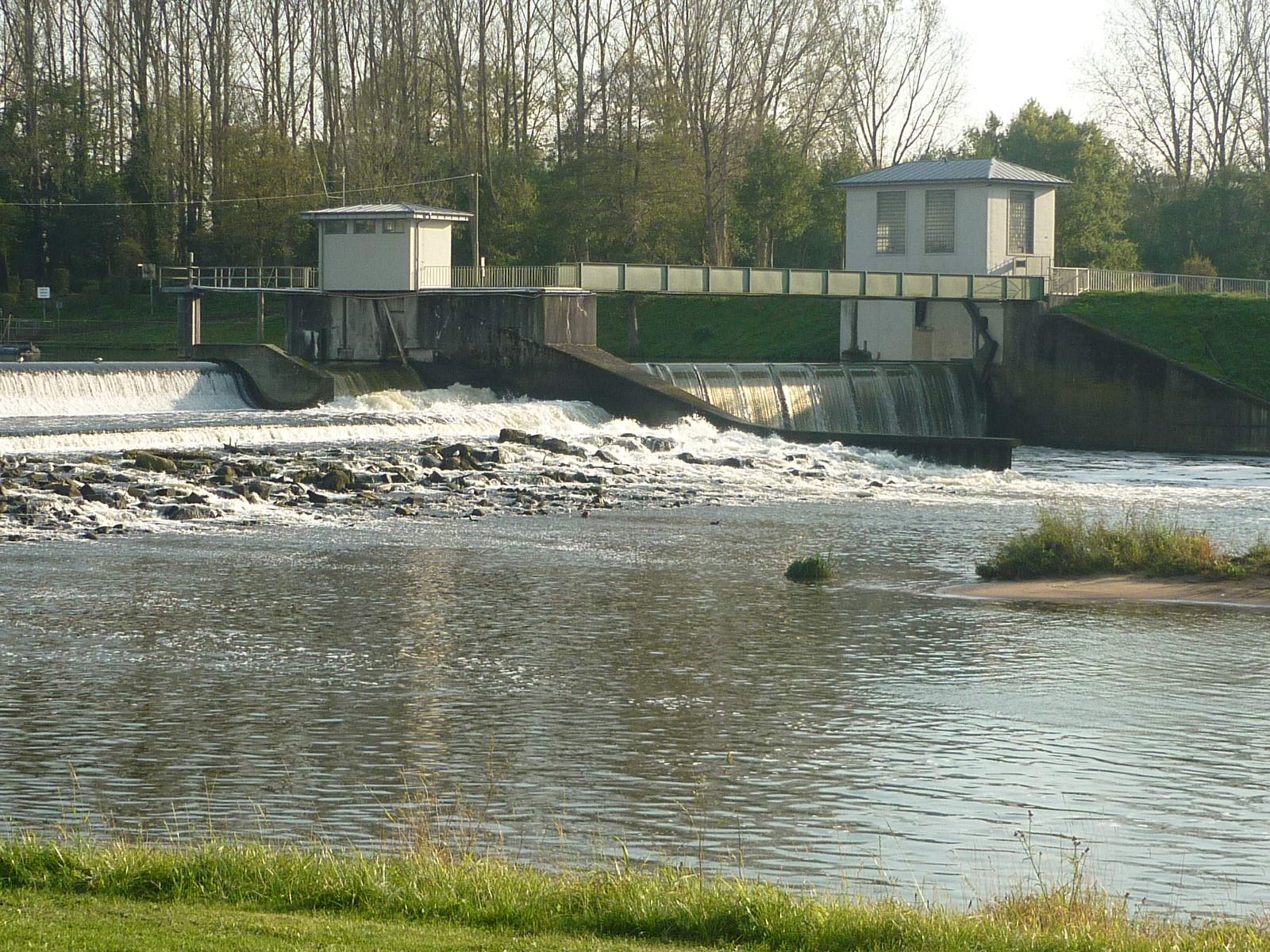
Detail Klappenwehr Südufer

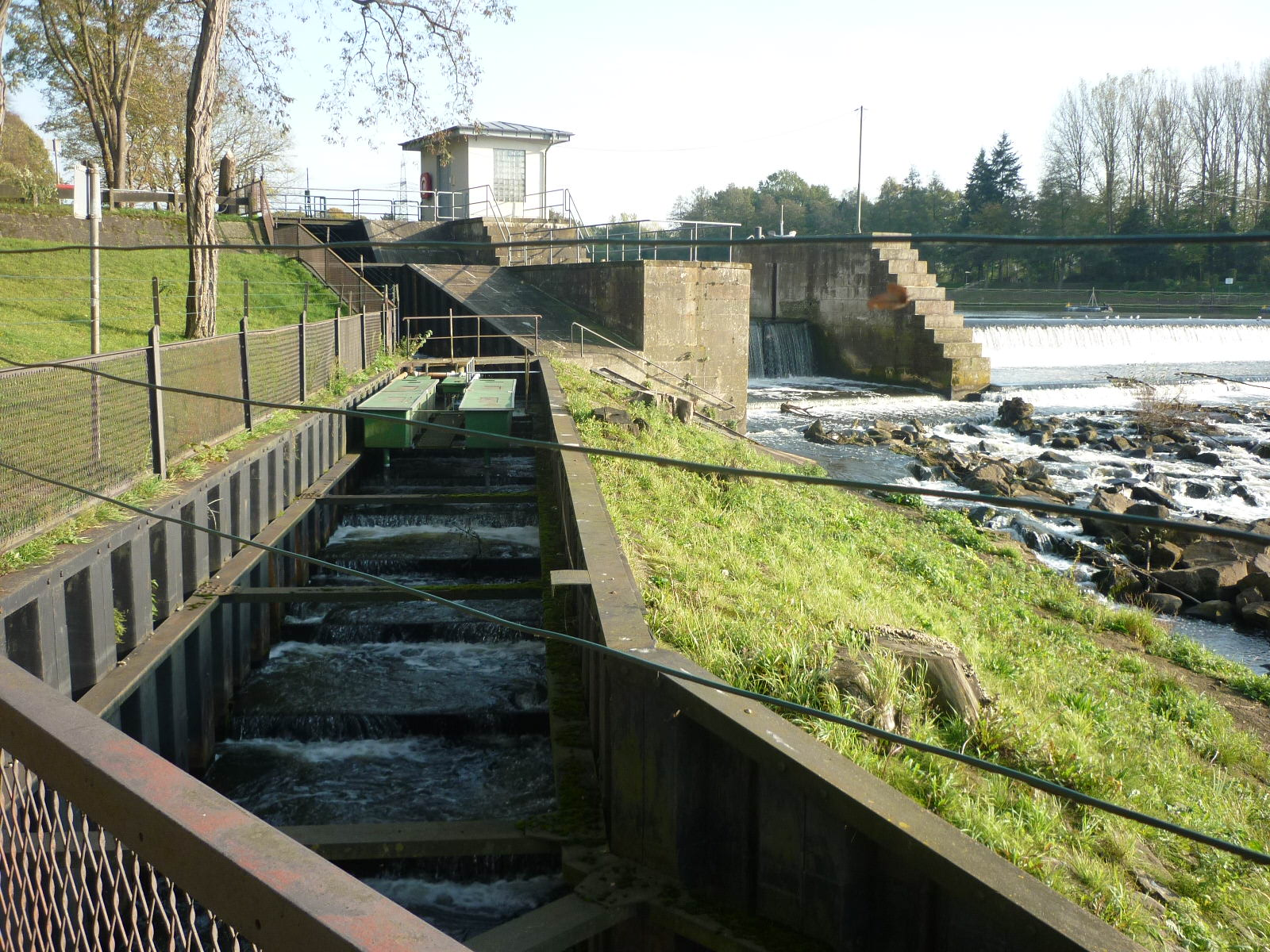
Klappenwehr und Fischtreppe Nordufer

Das Emswehr Hanekenfähr, alternativ manchmal Emswehr Lingen, umgangssprachlich lokal auch Der Wasserfall genannt, ist eine Wehranlage an der Ems bei Hanekenfähr, etwa 8 km südlich von Lingen. Das Nordufer des mehr als 100 m breiten Wehres liegt auf Lingener Gebiet, das Südufer liegt in Elbergen (Gemeinde Emsbüren).
Das Wehr dient vornehmlich dazu, den Wasserstand im Dortmund-Ems-Kanal und im Ems-Vechte-Kanal zu regulieren, die beide oberhalb der Staustufe von der Ems abzweigen. Weiterhin sichert das Wehr die Kühlwasserversorgung für die nahegelegenen Lingener Kraftwerke, das Erdgaskraftwerk und das Kernkraftwerk. Seit längerem gibt es Pläne für den Bau eines Laufwasserkraftwerks an der Staustufe.
Die Wehranlagen unterstehen der Zuständigkeit des Wasserstraßen- und Schifffahrtsamt Ems-Nordsee.

## Geschichte

### Planung, Bau und Betrieb
Das erste Wehr am Standort Hanekenfähr wurde bereits zwischen 1823 und 1825, in Vorbereitung für den Bau des Ems-Hase-Kanals, als Nadelwehr aus einfachen Eichenbalken errichtet. Das Wehr diente dazu, die Ems bis Höhe Listrup aufzustauen, so dass die damals üblichen Emspünten, Lastkähne mit einem Tiefgang von etwa 1 Meter, den Fluss befahren und in den neuen Kanal überwechseln konnten. Auch dieser Kanal, der später größtenteils im Dortmund-Ems-Kanal aufging, zweigte oberhalb des heutigen Wehres von der Ems ab. Unweit der Staustufe ist noch ein kleines Teilstück des Kanals mit einer alten Schleusenkammer erhalten.
Für den Bau des Ems-Vechte-Kanals wurde in den Jahren 1876/77 das hölzerne Wehr durch ein stabileres, feststehendes Überfallwehr aus Stein ersetzt. Bereits zu diesem frühen Zeitpunkt erhielt das Wehr auf Drängen der Fischerei zwei Fischpässe (eine Lachstreppe und eine Aalleiter), um Lachsen, Aalen und anderen wandernden Fischen den Aufstieg über das Wehr zu ermöglichen.
Im Zuge des Baus des Dortmund-Ems-Kanals wurde das Wehr 1896 nochmals modifiziert und verstärkt.
Weitere Reparaturen und Umbauten folgten nach dem Zweiten Weltkrieg und ab Mitte der 1950er-Jahre, wobei das Wehr um ein Feld mit variablem Fischbauchklappenwehr erweitert und die Fischtreppe erneuert wurde.
Später wurde ein weiteres Stück des Überfallwehres auf der Südseite zu einem Klappenwehr umgebaut.

### Geplantes Wasserkraftwerk
Seit Errichtung des Wehres gab es mehrfach Pläne, die Staustufe für den Bau eines Laufwasserkraftwerkes zu nutzen. Bis Oktober 2022 wurde aber keiner der Pläne in die Tat umgesetzt.
Bereits um 1920 gab es erste Überlegungen, die Wasserkraft des Wehres zu nutzen, um die Elektrifizierung des Emslandes voranzutreiben.
Mitte der 1990er-Jahre fasste ein Privatinvestor aus Bayern neue, konkrete Pläne und reichte die entsprechenden Genehmigungsanträge ein. Als Reaktion erarbeiteten die VEW – Betreiber der benachbarten Großkraftwerke – und die Lingener Stadtwerke Alternativkonzepte, die nach einigen lokalpolitischen Auseinandersetzungen den Vorzug für die weitere Planung erhielten.
Im Jahr 2002 gab RWE (als Nachfolger der VEW) seinen Ausstieg aus dem Projekt bekannt. Die Stadtwerke Lingen übernahmen alle RWE-Anteile an der Wasserkraftwerk Hanekenfähr GmbH & Co. KG. Wegen Priorisierung anderer Projekte wurde der Bau des Wasserkraftwerks Hanekenfähr aber auch von den Stadtwerken zunächst zurückgestellt. Nachdem 2007 ein Plan mit einer Kaplan-Turbine von den Naturschutzbehörde des Landkreises Emsland aus Gründen des Fischschutzes abgelehnt wurde, änderten die Stadtwerke ihr Konzept auf schonendere Wasserkraftschnecken. Ab 2010 wurden die Planungen mit dem neuen Konzept wieder intensiviert. Im selben Jahr beantragten die Stadtwerke Lingen die Planfeststellung für den Bau und Betrieb des Kraftwerks. Neben den Stadtwerken Lingen wollen sich auch die Stadtwerke Schüttorf, die Energieversorgung Emsbüren und die Stadtwerke Osnabrück an dem Vorhaben beteiligen.
Gemäß letzter Planung würde das Wasserkraftwerk auf der Südseite des Wehres (Gebiet Elbergen) gebaut und aus drei oder vier Wasserkraftschnecken bestehen. Die Anlage hätte eine maximale elektrische Leistung von etwa 1 Megawatt. Die Baukosten werden auf 5 bis 6 Millionen Euro geschätzt. Die bereits vorhandenen Fischpässe würden voraussichtlich durch eine neue Aufstiegshilfe auf der Südseite ergänzt oder ersetzt werden.
Bedenken gegen das Bauvorhaben gibt es vor allem von Seiten des Naturschutzes und der Fischerei. Auch der ehemalige niedersächsische Umweltminister Stefan Birkner (FDP) steht dem Vorhaben skeptisch gegenüber. Sein Amtsvorgänger Hans-Heinrich Sander (ebenfalls FDP) hatte das Projekt zunächst noch befürwortet, seine Unterstützung später aber zurückgezogen.

## Aufbau und Funktion
Das Wehr besteht aus vier Feldern und zwei Fischpässen:
| Feld (von Nord nach Süd) | -                       | I                  | II           | III                            | IV                             | -                     |
| ------------------------ | ----------------------- | ------------------ | ------------ | ------------------------------ | ------------------------------ | --------------------- |
| Typ                      | Fischpass (Lachstreppe) | Klappenwehr (Typ?) | Überfallwehr | Klappenwehr (Fischbauchklappe) | Klappenwehr (Fischbauchklappe) | Fischpass (Aalleiter) |
| Breite (ca.)             |                         | 12 m               | 62 m         | 6 m                            | 25 m                           |                       |
| Fallhöhe (ca.)           | 4 m                     | 3 m                | 2 m          | 2 m                            | 4 m                            | 4 m                   |
| Unterwasser              |                         | Sohlrampe          | Sohlrampe    | Sohlrampe                      | Tosbecken                      |                       |
| Baujahr                  | 1877 (1955 neu)         | 1877 (1896 neu)    | 1877         | ? (nach 1955)                  | 1955                           | ?                     |